# VP7
TrueMotion VP7 est un codec vidéo développé par On2 Technologies. Il succède aux codecs de la même société, les VP3, VP5 et TrueMotion VP6. Selon ses concepteurs, ce codec est plus efficace que son concurrent le H.264, tant par sa qualité d'image que par ses besoins moindres en puissance de calcul. Son successeur, le VP8, a été annoncé en septembre 2008.
Il est utilisé par de nombreux logiciels, comme Skype 2.0 ou AOL AIM.